# Josef Simon
Josef Simon, křtěný Josef František (5. ledna 1882, Klášterec nad Orlicí – 10. července 1966, Hradec Králové) byl středoškolský profesor, regionální historik, spisovatel, divadelní dramaturg a režisér. Byl žákem Jaroslava Golla a jedním z nejlepších znalců prusko-rakouské války z roku 1866. Díky tomu byl správcem sbírek z 1866 v muzeu v Hradci Králové (dnes Muzeum východních Čech). Působil jako kronikář města i předseda regionální a národopisné komise osvětové rady. Byl místopředsedou Spolku pro udržování památek na královéhradeckém bojišti, předchůdce Komitétu 1866, který se o památky na tehdejší boje stará v 21. století.

## Život

### Dětství
Narodil se v učitelské rodině. Jeho rodištěm byl Klášterec nad Orlicí, nicméně většinu dětství strávil u dědečka z matčiny strany v Jablonném nad Orlicí. Právě tam se prvně setkal s tématem prusko-rakouské války, která mu učarovala. O událostech mu vyprávěl dědeček, matka i další lidé v Jablonném a vzpomínal na to i v textech, které publikoval.

### Vzdělání
V letech 1892 až 1901 vystudoval gymnázium v Rychnově nad Kněžnou. Následně v letech 1901 až 1906 vystudoval Karlo-Ferdinandovu univerzitu v Praze. Mezi jeho tamní učitele patřili přední historici té doby Jaroslav Goll a Josef Pekař. Jeho studium však zahrnovalo kromě historie také právo, filosofii a zeměpis, což bylo znát v jeho všeobecném přehledu, který se netýkal pouze jeho hlavní vášně, tedy války 1866. Mezitím v roce 1903 absolvoval povinnou vojenskou službu.

### Kariéra
Po dokončení vysoké školy se stal středoškolským vyučujícím a tuto profesi vykonával v letech 1906 až 1939, kdy byl penzionován. Během více než tří dekád vystřídal několik působišť tak, jak bylo na tehdejší dobu obvyklé. Učil v Čechách i na Moravě. Začal na gymnáziu ve Dvoře Králové nad Labem (1906), odkud pokračoval do gymnázia v Domažlicích (1907–1908), gymnázia v Pelhřimově (1908–1909), reálky v Kutné Hoře (1909–1913), reálného gymnázia v Novém Bydžově (1913–1914) a reálného gymnázia v Praze (1914–1919).

#### Působení v Prostějově
Nejdelší učitelské působení strávil na reálce a gymnáziu v Prostějově (1919–1933). Právě proto se v Prostějově nejvíce zapsal také do historie tamního kulturního života. Aktivní byl v oblasti divadla, kterému se věnoval od studentských let. Kromě toho byl členem místního spolku Tyl, Klubu českých turistů, Klubu historického a státovědného a Klubu přátel umění. Aktivní byl i v politice. Klíčová však byla především jeho tehdy intenzivní činnost jako spisovatele a dramatika. V roce 1908 vydal komedii Divadelní krev. Publikoval i řadu textů s regionální přírodovědeckou, historickou a vlastivědnou tematikou, včetně průvodců.

#### Působení v Hradci Králové
Poslední etapa učitelského i soukromého života Josefa Simona se odehrála v Hradci Králové. Dne 1. září 1933 se stal učitelem tamního Rašínova státního československého gymnázia (dnes Gymnázium J. K. Tyla). Učil zeměpis a dějepis, a to až do roku 1939. Od 1. září toho roku odešel do důchodu.
Kromě učení se podobně jako v Prostějově aktivně věnoval i veřejným kulturním činnostem, což dokládá i vysoký počet jeho funkcí. Zastával pozici předsedy regionální a národopisné komise osvětové rady, byl členem knihovní rady, byl památkovým a tiskovým referentem výboru Klubu českých turistů. Působil ve výboru Sdružení hradeckých výtvarníků, ve výtvarnické a rozhlasové komisi osvětového výboru města, působil jako kronikář města Hradce Králové (1947–1950), předseda vlastivědného kroužku Krajského domu osvěty. Přednášel pro sdružení Starý Hradec Králové.
Přestěhováním do Hradce Králové mohl plně rozvinout svůj zájem a své znalosti o prusko-rakouské válce 1866. Vstoupil do Spolku pro udržování památek na bojišti královéhradeckém, byl jeho tiskovým referentem, členem předsednictva (od roku 1935) a následně dokonce místopředsedou (1945–1952). V roce 1949 se stal čestným členem Spolku pro udržování ossaria, pomníků a hrobů na bojišti jičínském z roku 1866.
V tehdejším historickém a průmyslovém muzeu v Hradci Králové (dnes Muzeum východních Čech) spravoval sbírky s tematikou roku 1866. Od roku 1948 se stal členem poradního sboru muzea. Byl to právě on, kdo inicioval výstavbu specializované muzeální expozice (dnes Muzea války 1866) přímo v centru někdejšího bojiště bitvy u Hradce Králové – na Chlumu. Tato expozice výzbroje a výstroje armád bojujících v bitvě u Hradce Králové, zřízená díky darům členů komitétu a jejich příznivců, byla slavnostně otevřena 3. července 1936 u příležitosti 70. výročí bitvy. Ve stejném roce došlo dokonce k vyznačení turistických tras na bojišti podle Simonova návrhu a rovněž vyšel na dlouhou dobu poslední obsáhlý průvodce po bojišti taktéž od Josefa Simona.
V samém závěru života se také podílel na přípravách výstavy a akcí ke stému výročí prusko-rakouské války a bitvy u Hradce Králové. Tehdejší politici však nebyli těmto připomínkovým akcím nakloněni, a tak kromě řady komplikací při přípravách došlo dokonce ke zrušení celého vzpomínkového aktu. Josef Simon, kterému tehdy bylo již 84 let, se kvůli tomu vydal do Prahy, aby se pokusil zrušení akce odvrátit. To se mu nepodařilo, a traduje se, že právě kvůli silnému rozrušení dostal Simon mozkovou mrtvici, na jejíž následky zemřel.

### Soukromý život
Při pobytu v Prostějově se seznámil s Pavlou Protivanskou (narozenou 11. června 1900 v Prostějově), rovněž učitelkou, která ovšem byla o více než 18 let mladší. Dne 17. září 1921 se v Olomouci konala jejich svatba. Pavle v té době bylo 21 let, Josefovi 39 let. Z manželství se narodily dvě děti: Dagmar (1923) a Lubomíra (1927).
Po přestěhování Josefa Simona do Hradce Králové (1933) působila jeho manželka až do června roku 1934 jako tzv. definitivní učitelka bez určení místa, a to na III. obecné škole chlapecké v Prostějově. Od července 1934 se stala definitivní učitelkou obecné školy smíšené ve Svobodných Dvorech, dnes části Hradce Králové.
Pohřben je v rodinném hrobě v Jablonném nad Orlicí spolu se svými rodiči i manželkou, která zemřela v roce 1964, tedy dva roky před ním.

## Dílo
- Divadelní krev (1908, komedie)

### Z období působení v Prostějově
- Z dávných a minulých dějin Prostějova
- Kosíř u Prostějova: Jak se projevil v geologii, praehistorii, archeologii, dějinách, literatuře a umění
- Turistický průvodce po Prostějovsku, Plumlovsku a vysočině Drahanské (spoluautor)
- Dvojí cesta na Jadran a slovanský jih (reflexe z cest po tehdejší Jugoslávii)
- Na českovýchodním pomezí (1925)[3]
- Hřích paní majorové aneb Dramatická episoda o dvou dějstvích z válečné doby roku 1866 (1926) – divadelní hra
- Benedek u Olomúce na ústupu a bitva u Tovačova (1926, odborná studie)
- Na polích smrti 1866: Vzpomínkové feuilletony a jubilejní studie (1926, odborná práce)
- Prostějov a nejbližší okolí za války roku 1866 (1927)
- Od kolébky českobratrské ke Králickému Sněžníku (1927)[3]
- Pod Suchým vrchem feuilletony cestopisné a historické, krajinářské imprese z hor Orlických (1927)[3]
- Jablonné nad Orlicí ve válečném roce 1866: Podle farské a obecní kroniky, z pramenů obecních (1929)[2]

### Z období působení v Hradci Králové
- články v časopisech: Časopis přátel starožitností československých, Časopis turistů, Kraj královéhradecký, Královéhradecko, Krása našeho domova, Osvěta lidu, Pokrokové listy
- Průvodce po bojišti královéhradeckém z roku 1866 (1936)
- 50 let Spolku pro udržování válečných památek na bojišti královéhradeckém z roku 1866 (1939)[2]
- Bitva u Hradce Králové 3. července 1866 (1944)
- Válka 1866: Výběrová regionální bibliografie (sestaveno posmrtně)[2]